# Buxus hildebrandtii
Buxus hildebrandtii es una especie de planta  perteneciente a la familia  Buxaceae. Es originaria de África.

## Descripción
Es un arbusto que alcanza un tamaño de 1,8-9 m de altura, con tallos de 15 cm de diámetro, corteza gris con rayas verticales y grietas.

## Ecología
Se encuentra en el matorral de Buxus-Acokanthera  en la roca no calcárea (lava basáltica) con árboles dispersos a una altitud de 300-2000 metros en el Cuerno de África y Socotra.

## Taxonomía
Buxus hildebrandtii fue descrita por Henri Ernest Baillon y publicado en Adansonia 11: 268. 1873.
Etimología
Buxus: nombre genérico que deriva del griego antiguo bus, latinizado buxus,  buxum que es nombre dado al boj.
hildebrandtii: epíteto otorgado en honor del naturalista alemán Johann Maria Hildebrandt (1847 - 1877) que descubrió la especie.
Sinonimia
- Buxanthus hildebrantii (Baill.) Tiegh.
- Buxanthus pedicellatus Tiegh.
- Buxus calophylla Pax
- Buxus pedicellata (Tiegh.) Hutch[5]